# チャット
チャット (Chat) とは、インターネットを含むコンピュータネットワーク上のデータ通信回線を利用したリアルタイムコミュニケーションのこと。Chatは英語での雑談のことであり、ネットワーク上のチャットも雑談同様に会話を楽しむための手段である。
歴史が古いサイトでは、「Internet Relay Chat (IRC)」が有り、電子掲示板 (BBS)、ネットニュース、メーリングリストなどとの違いはリアルタイム性があるかないかである（下記参照）。
ICQはチャットルームで多数の人がチャットするのとは違い、個人同士でチャットが出来るツールである。ICQと同じようなツールはその後数種類現れ、メッセンジャーとも呼ばれている。

## チャットの種類
かつてはリアルタイムで参加者が文字入力を通して行うコミュニケーションがチャットと同義であったが、ブロードバンドが普及したことにより文字だけではなくさまざまな情報を送れるようになったので、チャットの種類も増えている傾向にある。
チャットと呼ばれる物はいくらか種類がある。それぞれの違いはコミュニケーションの手段に何を使うかである。
- テキストチャット - 文字。標準的なチャット。
- ボイスチャット - 音声
- ビデオチャット - 動画。電話回線を利用したものはテレビ電話と呼ばれる。アダルト系はライブチャットと呼ばれる。
- お絵かきチャット - 絵画機能を持ったと呼ばれる物。基本的に文字で交流を行うが、参加者がどの様な絵を描いているかリアルタイムで知ることが出来る。

本項では、主にテキストチャットについて記述する。

## チャット上での用語・表現
チャットの場合は、常にリアルタイムで進行しているため、数文字〜数十文字程度の文章を書き込んで進行することがほとんどだが、それでもなお文章入力のキー入力が間に合わずに話が進んでしまうこともしばしばである。特に10名を越える参加者が居るチャットでは、発言が間に合わずに他人の発言で返答を返したい相手の発言が画面上から消えてしまう（これをチャット用語で「流れる」という）ことも有るため、幾つかの簡略的な表現で、会話を行うことも多い。
部屋・ルーム部屋とは英語でルームだが、チャットの起源は電子会議であるため、それを催す会議室のことを指す。一般的に部屋ともルームとも言う。
落ちる回線を切ること、単にチャット画面を終了させること。down から来ているものと予想される。古くは通信回線の都合やパソコンの動作不良で通信状態が終了してしまった「事故」も指した。語源はオフライン“OFF Line（回線切断）”から来ている。現在、事故や無言でチャットを終了させた場合「闇落ち」と言われる場合がある
「>」「<」特定の相手にコメントする場合に用いる簡易接続詞。「>」は左にコメントを、右に固有名詞を入れて二人称的に扱う。例えば「こんばんは>スズキ」なら「スズキさん、こんばんは」という程度の意味だが、「落ちます>ALL」なら、参加者全員にお別れを云っていることになる。「<」は三人称的に用いるが「大変ですね<イトウ」なら、「イトウさんは大変なんですね」といった感じで問い掛けているような意味に使われる。これらの場合、固有名詞は大抵、敬称を略して使われる。
ログかつてはチャット専用ソフトウェアがパソコン内に作成する会話記録のファイルを指したが、今日ではチャットサーバが保持している直前までの過去の数十〜数百分の発言記録もこう呼ぶ。
ROMRead Only Memberの略。会話に参加しないこと。読み込み専門という意味で、Read Only Memoryを捩ってこう呼ぶ。本来の意味とは異なるが、一般利用者が一時的にパソコンの前から外れるときにも使われる（「ROMする」といった言い方で使われる）。
AWAYROMに対して、チャットサーバに接続し、かつ「トイレに行く」などのように私用でチャットから外れログさえ見られない状況になることを指す。チャットクライアントソフトウェアで/awayと入力すると、そのステータスに入るのだが、入らないクライアントもあるため、チャット常習者はAWAYと言う人もいる。英語だとそんなときにトイレに行く時と同様「お花をつみにいってきます」との言葉を用いられている場合もあった。AFK(Away From Keyboard：キーボードから離れる)とも言われる。
流す一定量の過去ログを保持しているチャットサーバから、過去の発言を消すために、新たな発言を容量分だけ書き込むこと。意図せずに消えてしまった場合には「流れた」と表現する。
荒らし会話に無関係な書き込みや、同じ発言を繰り返す、他人の感情を逆撫でるような発言をする、そのチャットの利用者とわざと同じ名前を使い本人が荒らしたように見せるなどをして、参加者を不快にさせる行為をする者全般をこう呼ぶ。スパム行為も同様である。
オフ会オフ会とはオフライン"OFF Line"でルームを越えて現実世界の場で集団的に会うことを言う。オフライン・ミーティング（略して「オフミ」）とも言う。
ボードチャット通常の電子掲示板へ間隔の短いレスを行うことで、あたかもチャットをしているかのように利用すること。2ちゃんねるの実況板やパソコン通信の壁会議室がこの目的でよく利用されている。ボードチャットに関わっていない掲示板利用者にとっては、自分の書き込みが流れてしまったり、興味のない書き込みを大量に読まされることになるため、嫌われる傾向にある。掲示板の管理者が特に許可している場合を除いては実行は推奨されない。

## ルール・基本
そもそもルールが定められていないインターネット上では、参加者がネチケットを自主的に守ることによって秩序が保たれている。ネチケットについては、ネチケットガイドラインを参照。リアルタイムで参加者同士が交流するチャットは常に荒れる可能性があり、チャットルームを設置する管理者によって厳格に定められていることも少なくない。また、部屋には「空気」が少なからず存在しこれを読めない人は荒らしと扱われることが多い。そのため、入室する際は会話のログ等を見てから入室することが推奨される。
基本的には年齢・性別・居住地の秘匿が必須となっている。実際に会わず、かつトラブルの防止のためにも秘匿はあらためて必要とされるルールである。最近では、日本国内における法律「個人情報保護法」が浸透されているせいか、ネット上で秘匿するユーザーが増え、このガイドラインを参照せずとも、「個人の情報を守るのは自己責任」と考えているユーザーもいる。ただ、最近は「会話がしやすくなるから」という理由で年齢だけを公開するユーザーも増えている。
部屋の私物化も誉められた行為ではないと言われる。他の利用者がいる部屋に数人（主に友人やネットで知り合った人など）で入り、その友人にしか分からないような話題しかせず、他の利用者がその部屋を使えなくなり、退出せざるを得ない状況を作る行為は非常に嫌われる。そのため、数人で入る際は空室に入ることが推奨される。

## チャット上でのトラブル
MSNチャットでは、児童向けのチャットコーナーを設置して、未成年者の活発な意見交換を期待したが、児童偏愛などの変質者が子供の振りをして入り浸り、参加者から言葉巧みに個人情報を聞き出して、それを恐喝のねたにして、性的搾取を行う事件が多発し、2003年9 - 10月に閉鎖もしくは利用年齢を引き上げる措置を行っていたが、結果的に2005年に廃止された。MSNは廃止理由としてユーザーの減少、管理的な問題等をあげている。

## ソフトウェアとプロトコル
主なチャットプログラムおよびプロトコルは、次のとおり:
プロトコル
- I2P
- Internet Relay Chat (IRC)
- Matrix
- XMPP

チャットプログラム
- Campfire
- Gadu-Gadu
- Google Meet
- ICQ (OSCAR)
- Paltalk
- QQ
- Skype
- TeamSpeak (TS)
- WhatsApp

複数のプロトコルをサポートするチャットプログラム
- Adium
- Kopete
- IBM Sametime
- Miranda IM
- Pidgin
- Trillian

ブラウザベースのチャットサービス（ウェブチャットを参照してください）
- Chatwork
- Facebook
- Slack
- Trillian